# نيلز جيفي
نيلز جيفي (بالألمانية: Niels Giffey)‏ مواليد 9 يونيو 1991، هو لاعب كرة سلة ألماني بدأ مسيرته الاحترافية في سنة 2014 يلعب مع فريق ألبا برلين ويحمل الرقم 5. يبلغ طوله 6 قدم 7 بوصة (2.0 م).

## فرق لعب لها
- ألبا برلين

## روابط خارجية
- نيلز جيفي على موقع الاتحاد الدولي لكرة السلة (الإنجليزية)
- نيلز جيفي على موقع الدوري الأوروبي لكرة السلة (الإنجليزية)
- نيلز جيفي على موقع كرة السلة الأوروبية.كوم (الإنجليزية)
- نيلز جيفي على موقع DraftExpress.com (الإنجليزية)
- نيلز جيفي على موقع كلية كرة السلة في سبورتس رفرنس.كوم (الإنجليزية)
- نيلز جيفي على موقع ريلجم (الإنجليزية)
- نيلز جيفي على موقع بروبوليرز (الإنجليزية)
- نيلز جيفي على موقع سبورتس رفرنس (الإنجليزية)
- نيلز جيفي على موقع اللجنة الأولمبية الدولية (الإنجليزية)
- نيلز جيفي على موقع أوليمبيديا (الإنجليزية)